# Sigmund Meyer (Ingenieur)

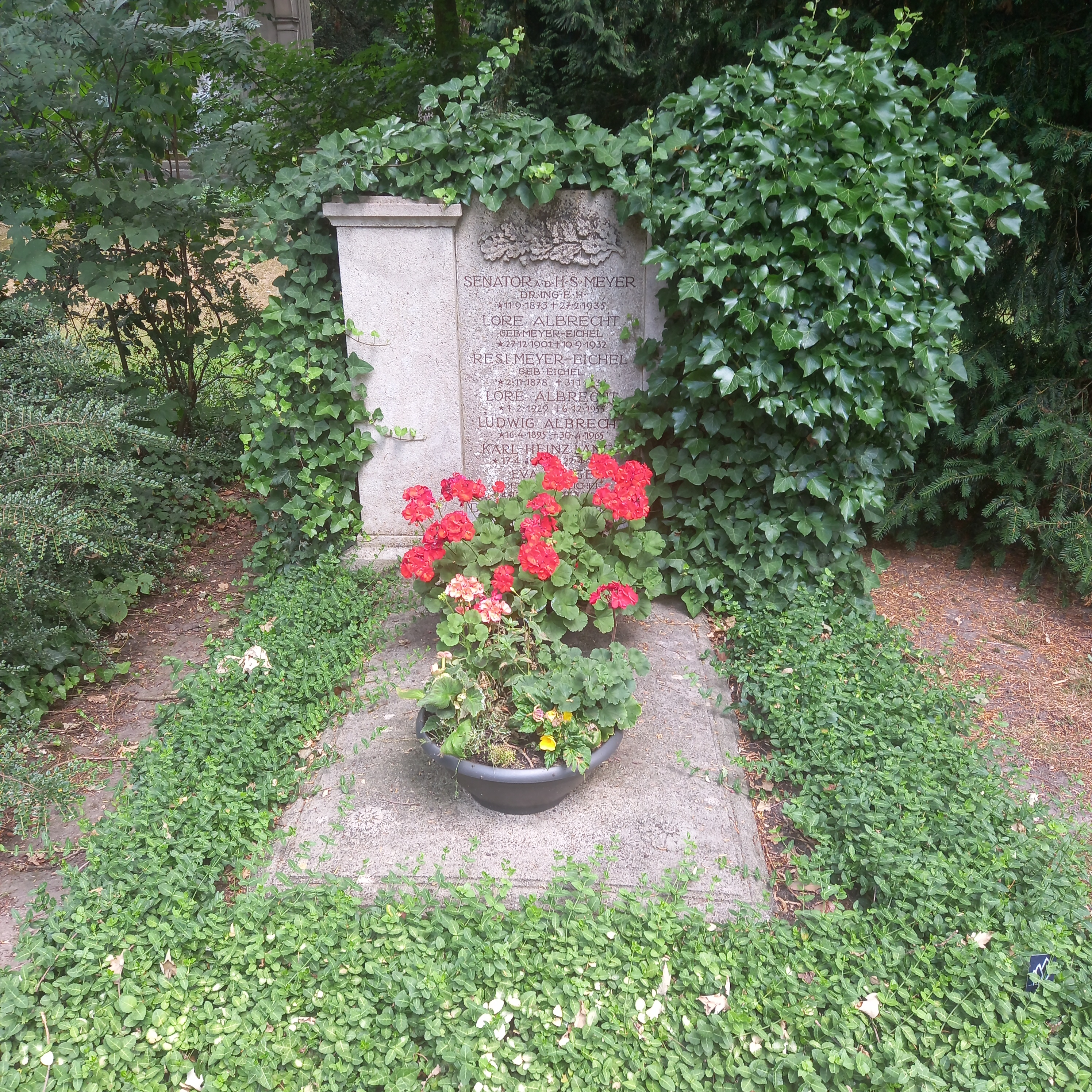
Das Grab von Sigmund Meyer und seiner Ehefrau Therese im Familiengrab auf dem Riensberger Friedhof in Bremen

Sigmund Meyer (auch: Sigismund Hans Meyer; * 11. September 1873 in Hannover; † 27. Februar 1935 in Bremen) war ein deutscher Ingenieur, insbesondere im frühen Elektroautomobilbau, Industrieller und Politiker.

## Biografie

### Familie
Sigmund Meyer war der Sohn des jüdischen Kaufmanns Sigmund Meyer (ca. 1840–1873) aus Bochum und der Helene Simon (1845–1919), Schwester des hannoverschen Bankiers Alexander Moritz Simon.
Er heiratete 1901 Therese Eichel (1878–1938), die Tochter des hannoverschen Kaufmanns Heinrich Eduard Eichel und der Therese Emilie Stoll. Mit Therese hatte er zwei Töchter.

### Ausbildung und Beruf
Meyer schloss das hannoversche Realgymnasium ab und lernte dann ein Jahr in der elektrotechnischen Abteilung der Firma Gebrüder Körting. Anschließend studierte er an der Technischen Hochschule in Hannover Maschinenbau und Elektronik, dann ab 1893 an der ETH Zürich, wo er auch sein Diplom ablegte.
Im Anschluss arbeitete Meyer drei Jahre lang bei der Firma General Electric in Schenectady (im Staat New York, USA). 1902 wechselte er nach Berlin zur Union Elektricitäts-Gesellschaft (UEG) des Isidor Loewe, wo er als Oberingenieur angestellt wurde. Von dort aus wechselte Meyer zu dem Lizenzgeber von Loewe, der British Thomson-Houston Comp. im englischen Rugby (Warwickshire), wo er 1904 zum Chefingenieur aufstieg. Die dort gebauten elektrischen Bahnmotoren nebst Steuerung betrachtete Meyer als Antriebsmittel der Zukunft.
Ähnlich wie Meyer sah auch Heinrich Wiegand, Generaldirektor des Norddeutschen Lloyd (NDL) in Bremen, die elektrischen Bahnmotoren: Er berief Meyer 1905 nach Bremen, der dort die elektrotechnische Abteilung des NDL übernahm, aus der 1906 in Bremen-Hastedt die „Norddeutsche Automobil- und Motoren AG“ (NAMAG) gegründet wurde mit Meyer als Leiter.

1907 gründete Sigmund Meyer zusammen mit Heinrich Böker & Co. in Remscheid, der Bremer Straßenbahn und der Nationalbank für Deutschland die Norddeutsche Waggonfabrik AG. 1912 wandelte Meyer, ebenfalls zusammen mit der Nationalbank, die „Bremer Wagen- u. Carosserie-Werke GmbH“ von Louis Gaertner in die Louis Gaertner AG um.
Nachdem die NAMAG 1914 mit der Vareler Hansa-Automobil Gesellschaft zur Hansa-Lloyd-Werke AG mit Sitz in Bremen fusionierte, wurde Meyer neben Robert Allmers (1872–1951) und August Sporkhorst (1871–1939) Hansa-Lloyd-Vorstandsmitglied und betreute dort ebenfalls die Elektrowagen weiter. Großes Interesse zeigten verschiedene Stadtverwaltungen für die von Meyer konzipierten elektrischen Vorspannwagen, etwa für die bisherigen Pferdeomnibusse oder Pferdestraßenbahnen.
Nach dem Ausbruch des Ersten Weltkriegs rückte Sigmund Meyer zunächst als Offizier für Nachrichtentechnik in den Militärdienst ein. Doch noch während des Krieges gliederte er 1916 den Elektrowagenbau von Hansa-Lloyd aus und gründete die Lloyd Dynamowerke AG, die das Programm für Nutzfahrzeuge weiterführte. Begünstigend dafür wirkte sich die Knappheit des Benzins während des Krieges und in der jungen Weimarer Republik aus.
1919 gründete Meyer in Hastedt, gemeinsam mit der Nationalen Automobil-Gesellschaft, Brennabor und Hansa-Lloyd, ein Kartell für den Verkauf von PKW und Nutzkraftwagen, die Gemeinschaft Deutscher Automobilfabriken (GDA).
Als im Zuge der Weltwirtschaftskrise 1929 die Großaktionäre Carl F. W. Borgward und Wilhelm Tecklenborg (1882–1948) in den Vorstand der Hansa-Lloyd-Werke kamen, war Sigmund Meyer nicht mehr im Vorstand vertreten. Längst waren da schon die einzelnen Firmen des Kartells mehrheitlich im Besitz anderer Eigentümergesellschaften.

### Politik
1919 und 1920 war Sigmund Meyer Abgeordneter der Deutschen Demokratischen Partei in der Bremer Nationalversammlung. 1920 wurde er Mitglied in der Bremischen Bürgerschaft und er war von 1920 bis 1928 der erste Industrielle im Senat. Er war zuständig für Wirtschaft und Verkehr  sowie für die Bremer Gas- und Elektrizitätswerke.

### Ehrungen
- 1925: Ehrendoktorwürde (Dr.-Ing. E.h.) der Technischen Hochschule Braunschweig[1]